# Eccellenza Basilicata 1994-1995
Il campionato italiano di calcio di Eccellenza regionale 1994-1995 è stato il quarto organizzato in Italia. Rappresenta il sesto livello del calcio italiano. Questo è il campionato regionale della regione Basilicata.

## Stagione

### Aggiornamenti
Dal campionato di Eccellenza Basilicata 1993-1994 era stata promossa nel Campionato Nazionale Dilettanti la Banca Mediterranea Invicta Potenza, era stato ripescato nel Campionato Nazionale Dilettanti il Rotonda, mentre il Fiocal, il Pignola e il Genzano erano stati retrocessi nel campionato di Promozione Basilicata. Dal campionato di Promozione Basilicata 1993-1994 erano stati promossi in Eccellenza il Ferrandina, l'Horatiana Venosa e il Lagonegro, classificatisi nelle prime tre posizioni. Dal Campionato Nazionale Dilettanti 1993-1994 erano stati retrocessi in Eccellenza il Melfi e l'Avigliano. Il Vultur aveva rinunciato all'iscrizione al Campionato Nazionale Dilettanti, ottenendo l'iscrizione al campionato di Eccellenza. Dal campionato di Promozione è stato ammesso il Tolve, così che il numero di squadre partecipanti è stato aumentato da 16 a 18.

### Formula
Le 18 squadre partecipanti disputano un girone all'italiana con partite di andata e ritorno per un totale di 34 giornate. La prima classificata viene promossa nel Campionato Nazionale Dilettanti. La squadra seconda classificata viene ammessa agli spareggi nazionali per la promozione nel Campionato Nazionale Dilettanti. Le ultime tre classificate vengono retrocesse direttamente nel campionato di Promozione.

## Squadre partecipanti
| Squadra                | Città (provincia)           | Stagione 1993-1994           |
| ---------------------- | --------------------------- | ---------------------------- |
| A.S. Angelo Cristofaro | Oppido Lucano (PZ)          | 10º in Eccellenza Basilicata |
| A.C. Armento           | Armento (PZ)                | 5º in Eccellenza Basilicata  |
| N.U.S. Avigliano       | Avigliano (PZ)              | 18º in C.N.D./H              |
| U.S. Castelluccio      | Castelluccio Inferiore (PZ) | 4º in Eccellenza Basilicata  |
| Ferrandina Calcio      | Ferrandina (MT)             | 1º in Promozione Basilicata  |
| S.C. Horatiana Venosa  | Venosa (PZ)                 | 2º in Promozione Basilicata  |
| A.C. Lagonegro         | Lagonegro (PZ)              | 3º in Promozione Basilicata  |
| A.C. Lauria            | Lauria (PZ)                 | 8º in Eccellenza Basilicata  |
| F.C. Maratea           | Maratea (PZ)                | 13º in Eccellenza Basilicata |
| A.S. Marconia          | Marconia (MT)               | 9º in Eccellenza Basilicata  |
| A.S. Melfi             | Melfi (PZ)                  | 17º in C.N.D./H              |
| Pol. Moliterno         | Moliterno (PZ)              | 6º in Eccellenza Basilicata  |
| A.S. Murese            | Muro Lucano (PZ)            | 11º in Eccellenza Basilicata |
| U.S. Pescopagano       | Pescopagano (PZ)            | 7º in Eccellenza Basilicata  |
| Sporting Villa d'Agri  | Marsicovetere (PZ)          | 3º in Eccellenza Basilicata  |
| A.S. Tolve             | Tolve (PZ)                  | 4º in Promozione Basilicata  |
| Pol. Tricarico         | Tricarico (MT)              | 12º in Eccellenza Basilicata |
| C.S. Vultur            | Rionero in Vulture (PZ)     | 13º in C.N.D./H              |

## Classifica finale
|  | Pos. | Squadra               | Pt      | G  | V  | N  | P  | GF | GS  | DR  |
|  | ---- | --------------------- | ------- | -- | -- | -- | -- | -- | --- | --- |
|  | 1.   | Melfi                 | 55      | 32 | 25 | 5  | 2  | 90 | 16  | +74 |
|  | 2.   | Sporting Villa d'Agri | 44      | 32 | 16 | 12 | 4  | 47 | 20  | +27 |
|  | 3.   | NUS Avigliano         | 39      | 32 | 15 | 9  | 8  | 45 | 37  | +8  |
|  | 4.   | Ferrandina            | 38      | 32 | 15 | 8  | 9  | 47 | 40  | +7  |
|  | 5.   | Pescopagano           | 37      | 32 | 14 | 9  | 9  | 57 | 50  | +7  |
|  | 6.   | Castelluccio (-1)     | 34      | 32 | 12 | 11 | 9  | 48 | 30  | +18 |
|  | 7.   | Vultur Rionero        | 33      | 32 | 10 | 13 | 9  | 47 | 40  | +7  |
|  | 8.   | Lagonegro             | 32      | 32 | 11 | 10 | 11 | 43 | 42  | +1  |
|  | 9.   | Tolve                 | 32      | 32 | 11 | 10 | 11 | 36 | 50  | -14 |
|  | 10.  | Armento               | 30      | 32 | 10 | 10 | 12 | 32 | 39  | -7  |
|  | 11.  | Horatiana Venosa      | 29      | 32 | 9  | 11 | 12 | 38 | 35  | -15 |
|  | 12.  | Moliterno             | 28      | 32 | 9  | 10 | 13 | 32 | 41  | -9  |
|  | 13.  | Murese                | 27      | 32 | 9  | 9  | 14 | 36 | 56  | -20 |
|  | 14.  | Lauria (-2)           | 27      | 32 | 12 | 5  | 15 | 39 | 42  | -3  |
|  | 15.  | Maratea               | 25      | 32 | 9  | 7  | 16 | 43 | 64  | -21 |
|  | 16.  | Angelo Cristofaro     | 24      | 32 | 8  | 8  | 16 | 32 | 55  | -23 |
|  | 17.  | Tricarico             | 7       | 32 | 1  | 5  | 26 | 19 | 72  | -53 |
|  | ---  | Marconia              | Esclusa | 34 | 1  | 0  | 33 | 5  | 103 | -98 |

Legenda:
      Promossa nel Campionato Nazionale Dilettanti 1995-1996
      Ammessa ai play-off nazionali
      Retrocessa in Promozione 1995-1996
      Esclusa dal campionato
Note:
Due punti a vittoria, uno a pareggio, zero a sconfitta.
Il Lauria ha scontato 2 punti di penalizzazione.
Il Castelluccio ha scontato 1 punto di penalizzazione.